# Вајковце
Вајковце (слч. Vajkovce) је насељено мјесто са административним статусом сеоске општине (слч. obec) у округу Кошице-околина, у Кошичком крају, Словачка Република.

## Становништво
| Година:    | 1994. | 2004.   | 2014.    | 2024.    |
| ---------- | ----- | ------- | -------- | -------- |
| Број људи: | 494   | 522     | 742      | 933      |
| Разлика:   |       | +5,66 % | +42,14 % | +25,74 % |

| Година:    | 2023. | 2024.   |
| ---------- | ----- | ------- |
| Број људи: | 943   | 933     |
| Разлика:   |       | -1,06 % |

Према подацима о броју становника из 2011. године насеље је имало 641 становника.